# نشرة الغذاء والتغذية
نشرة الغذاء والتغذية
نشرة الغذاء والتغذية هي مجلة علمية فصلية يتم مراجعتها من قبل النظراء والتي أسسها الدكتور نيفين إس. سكريمشاو في عام 1978 ونشرتها منشورات سايدج.تنشر المجلة مقالات تغطي تحليل السياسات، والبحث العلمي والاجتماعي الأصلي، والمراجعات الأكاديمية المتعلقة بالتغذية البشرية وسوء التغذية في البلدان النامية. إنه منشور رسمي لمؤسسة نيفين سكريمشاو للتغذية الدولية
ويوجد في مدرسة فريدمان لعلوم وسياسة التغذية بجامعة تافتس.
الخلاصة والفهرسة
يتم استخراج المجلة وفهرستها بواسطة مدلاين وسكوبس. وفقًا لتقارير الاستشهاد بالمجلات الأكاديمية، فإن عامل التأثير في مجلة ال 2017 هو 1.881، مما يجعلها تحتل المرتبة 63 من أصل 133 مجلة في فئة «علوم وتكنولوجيا الأغذية»،  و 62 من 81 في فئة «التغذية وعلم التغذية».

## روابط خارجية
- الموقع الرسمي